# Hans Michael Heinig
Hans Michael Heinig (* 9. März 1971 in Lingen (Ems)) ist ein deutscher Rechtswissenschaftler. Heinig ist Leiter des Kirchenrechtlichen Instituts der Evangelischen Kirche in Deutschland und Inhaber des Lehrstuhls für Öffentliches Recht, insbesondere Kirchenrecht und Staatskirchenrecht an der Universität Göttingen.

## Leben
Nach dem Abitur am Gymnasium Georgianum Lingen und dem Zivildienst nahm Heinig ein Studium der Rechts-, Geschichts- und Sozialwissenschaften auf, zunächst an der Universität Hamburg, dann an den Universitäten Hannover und Bochum. Nach dem ersten juristischen Staatsexamen (1998) und einer Praktikumszeit beim Bevollmächtigten des Rates der EKD war er als wissenschaftlicher Mitarbeiter am Lehrstuhl Martin Morlok in Düsseldorf beschäftigt, promovierte dort und erhielt den Dissertationspreis der dortigen Fakultät. Von 2002 bis 2004 absolvierte er sein Rechtsreferendariat am Landgericht Heidelberg, unter anderem mit Station im Dezernat von Udo Di Fabio beim Bundesverfassungsgericht und im Bundeskanzleramt. Nach dem zweiten juristischen Staatsexamen forschte Heinig bis in das Jahr 2008 als wissenschaftlicher Assistent von Görg Haverkate an der Ruprecht-Karls-Universität Heidelberg. Heinig habilitierte sich dort und erhielt die venia legendi für die Fächer Öffentliches Recht, Rechtsphilosophie, Kirchenrecht, Europarecht und Sozialrecht. Anschließend wurde er auf den Lehrstuhl für Öffentliches Recht, insb. Kirchenrecht und Staatskirchenrecht (W3) nach Göttingen berufen. Er hat seitdem auch die Leitung des Kirchenrechtlichen Instituts der Evangelischen Kirche in Deutschland inne. Seit 2019 ist Heinig Mitglied im Kuratorium der Volkswagen-Stiftung. Im akademischen Jahr 2020/21 war Heinig Fellow am Wissenschaftskolleg zu Berlin.
Heinig ist geschäftsführender Herausgeber der Zeitschrift für evangelisches Kirchenrecht sowie Mitherausgeber der Schriftenreihe Jus Ecclesiasticum, der Schriften zum Sozialrecht und der Schriftenreihe Religion in der Bundesrepublik. Er war Mitherausgeber des German Law Journals.
Heinig ist Synodaler der Evangelischen Kirche Berlin-Brandenburg-schlesische Oberlausitz und war Mitglied der Präsidialversammlung des Evangelischen Kirchentages und des Präsidiums des Ökumenischen Kirchentages 2010. 2025 wurde er zum Ordentlichen Mitglied der Niedersächsischen Akademie der Wissenschaften zu Göttingen gewählt.
Er ist Gründungsmitglied der Experteninitiative Religionspolitik.
Heinig ist seit 1996 mit der Theologin und Regionalbischöfin Petra Bahr verheiratet und Vater eines Sohnes.

## Forschungsschwerpunkte
Heinig beschäftigt sich insbesondere mit dem evangelischen Kirchenrecht, der Funktion des Staatskirchenrechts, seinen Perspektiven und seinem Verhältnis zum Europarecht sowie mit der Modernisierung der Kirchenverwaltungen. Er ist auch im Bereich möglicher zukünftiger Grundsicherungsmodelle im deutschen und europäischen Sozialrecht (vor allem hinsichtlich des Gesundheitssystems) sowie im Bereich des Parteien-, Wahl- und Parlamentsrechts tätig. Sein Interesse gilt auch der Verfassungstheorie und Rechtsphilosophie. So hielt er im Jahr 2015 den Vortrag auf der Jahrestagung der Vereinigung der Deutschen Staatsrechtslehrer zur Verortung der nationalen Verfassung im europäischen Rechtsgefüge.

## Positionen
Heinig kritisierte das Urteil des Landgerichts Köln aus dem Mai 2012, das die religiös gebotene Beschneidung eines muslimischen Jungens als Körperverletzung einstufte, heftig und forderte den Gesetzgeber auf, schnell zu handeln, damit „die lange Phase weitgerühmter Religionsfreiheitlichkeit und Religionsfreundlichkeit der deutschen Rechtsordnung [nicht] tempi passati“ seien. Hans Michael Heinig hat freiheitsethische Bedenken gegen Nudging geltend gemacht. Nach dem Kopftuchurteil des Bundesverfassungsgerichts im März 2015 beklagte Hans Michael Heinig eine widersprüchliche Besserstellung des Islams gegenüber dem Christentum, da das Kruzifix pauschal aus der Schule verbannt worden sei, das Kopftuch jedoch richtigerweise nicht. Er begrüße jedoch die deutliche Absage an den Laizismus und an ein christlich-kulturalistisches Verfassungsverständnis.

## Schriften (Auswahl)

### Monographien
- Öffentlich-rechtliche Religionsgesellschaften. Studien zur Rechtsstellung der nach Art. 137 Abs. 5 WRV korporierten Religionsgesellschaften in Deutschland und der Europäischen Union. Duncker & Humblot, Berlin 2003 (Diss. jur.).
- Der Sozialstaat im Dienst der Freiheit. Zur Formel vom „sozialen“ Staat in Art. 20 Abs. 1 GG. Mohr Siebeck, Tübingen 2008 (Habil. jur.).
- Die Verfassung der Religion. Beiträge zum Religionsverfassungsrecht. Mohr Siebeck, Tübingen 2014.
- Säkularer Staat – viele Religionen. Religionspolitische Herausforderungen der Gegenwart, Kreuz Verlag, Hamburg 2018, ISBN 978-3-946905-53-0.

### Herausgeberschaften
- Fälle und Lösungen zum Staatskirchenrecht. Boorberg, Stuttgart 2005.
- zusammen mit Hans Ulrich Anke und Heinrich de Wall: Handbuch des evangelischen Kirchenrechts. Mohr Siebeck, Tübingen 2016, ISBN 978-3-16-154606-8.

### Aufsätze und Beiträge in Handbüchern
- Religionsfreiheit. In: Stefan Gosepath u. a. (Hrsg.): Handbuch der politischen Philosophie und Sozialphilosophie. De Gruyter, Berlin/New York 2008, S. 1109–1113.
- Verschärfung der oder Abschied von der Neutralität? Zwei verfehlte Alternativen in der Debatte um den herkömmlichen Grundsatz religiös-weltanschaulicher Neutralität. In: JuristenZeitung 2009, S. 1136–1140.
- Sind Referenden eine Antwort auf das Demokratiedilemma der Europäischen Union? In: Zeitschrift für Gesetzgebung (ZG) 2009, S. 297–311.
- Sponsoring von Parteiveranstaltungen. Verfassungsrechtliche Vorgaben und parteiungesetzliche Konkretisierungen. In: JuristenZeitung 2010, S. 485–495.
- Europäisches Sozialverwaltungsrecht. In: Jörg Philipp Terhechte (Hrsg.): Verwaltungsrecht der Europäischen Union. Nomos, Baden-Baden 2011, S. 1115–1142.
- Menschenwürde und Sozialstaatsprinzip als normative Grundlagen des Existenzminimums – eine theorieinteressierte Entwicklungsgeschichte. In: Jonathan Fahlbusch (Hrsg.): 50 Jahre Sozialhilfe – eine Festschrift. Verlag Deutscher Verein für öffentliche und private Fürsorge, Berlin 2012, S. 13–42.
- Solidarität im föderalen Verbund. Rückwirkungen auf den Status des Bürgers und seiner Rechte. In: Christian Calliess (Hrsg.): Europäische Solidarität und nationale Identität, Mohr Siebeck, Tübingen 2013, S. 143–158.
- Protestantismus und Demokratie. In: Zeitschrift für evangelisches Kirchenrecht, Jg. 60 (2015), S. 227–264.

### Zeitungsartikel
- Säkular, aber nicht säkularistisch. In: Frankfurter Allgemeine Zeitung vom 5. Januar 2018, S. 6.
- Religion an der Universität: Uni für befreites Beten. In: Die Zeit vom 12. März 2017.[5]
- Welcher Weg? Das österreichische Islamgesetz ist kein Vorbild für Deutschland. In: FAZ vom 5. März 2015, S. 6.
- Wenn die Diakonie streikt. In: FAZ vom 22. März 2012, S. 8.